# Martin Cinibulk
Martin Cinibulk (* 22. Dezember 1975 in Jablonec nad Nisou, Tschechoslowakei) ist ein deutsch-tschechischer Eishockeytorwart, der zuletzt für den EV Regensburg in der Oberliga Süd spielte.

## Karriere
Martin Cinibulk spielte zu Beginn seiner Profikarriere beim damals vierfachen tschechischen Meister HC Sparta Prag und kam erstmals während der Saison 1996/97 zu Einsätzen in der Extraliga und der European Hockey League. Noch während der Saison 1998/99 wechselte Cinibulk zum Ligakonkurrenten HC Kladno, doch auch dort spielte er nur sporadisch und kam so zum Ende der Spielzeit auf lediglich neun Einsätze. Er entschloss sich zu einem Wechsel zum Deggendorfer EC, für den er bis 2002 in der drittklassigen Oberliga spielte. Zwar bedeutete dies zunächst einen sportlichen Rückschritt für Cinibulk. Jedoch kam er hier regelmäßig zum Einsatz und konnte auf diese Weise sein Können unter Beweis stellen. So gelang ihm der Sprung in die 2. Bundesliga, wo er bis 2011 nacheinander für den SC Riessersee, den ESV Kaufbeuren, die Landshut Cannibals und die Bietigheim Steelers insgesamt 379 Spiele absolvierte. Die Rückkehr in eine höchste Spielklasse blieb ihm jedoch verwehrt. Stattdessen folgte zur Saison 2011/12 auch altersbedingt der Wechsel zurück in die Oberliga zu den Black Hawks Passau. Für die Spielzeit 2012/13 unterzeichnete Cinibulk einen Vertrag beim EV Regensburg, den er anschließend um ein weiteres Jahr verlängerte. 2015 beendete er seine Karriere.
Ab 2016 stand Martin Cinibulk als Trainer beim EV Landshut unter Vertrag und trainierte unter anderem die Altersklassen U8 bis U11. Weiterhin war er als Torhütertrainer tätig.
Zum Ende der Saison 2018/2019 verließ Martin Cinibulk den EV Landshut und wird Trainer beim Nachwuchs des EHC Straubing.

## Auszeichnungen
Martin Cinibulk erhielt von der Fachzeitschrift Eishockey News die Auszeichnungen „Bester Torhüter der Oberliga Süd 1999/00“ und „Bester Torhüter der Oberliga 2001/02“.